# Valstà de Bawburgh
Valstà (Walstan o Walston) (Bawburgh, Norfolk, o Blythburgh, Suffolk, segle x - Taverham, Norfolk, 1016) fou un granger. Venerat com a sant, és sant patró dels grangers, pagesos i dels animals de granja.

## Biografia
Nasqué en una rica família, però als dotze anys deixà els seus pares i anà a Taverham (Norfolk) i començà a treballar com a granger. En 1016, després de tenir la visió d'un àngel, Valstà morí mentre treballava segant el fenc. La resta de dades de la seva vida són llegendàries.

### Llegendes

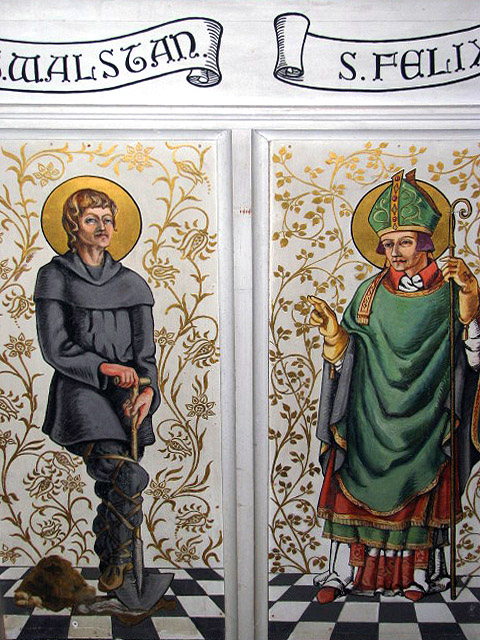
Imatge del sant, a la dreta, a l'església de St. Andrew (Great Ryburgh, Norfolk).

El granger per qui treballava no tenia fills i, veient la bondat i laboriositat de Valstà, volgué fer-lo el seu hereu. Valstà, però, només li demanà una vaca prenyada que tenia. En nasqueren dos vedells, que serien els que, en morir el sant, portaren el carro on n'hi havia el cos.
El seu cos fou posat en un carro tirat per dos bous blancs, tal com havia indicat ell mateix, i els bous van anar fins a Bawburgh, on fou sebollit. El carro s'aturà en tres llocs, i en cadascun d'ells va sorgir una deu d'aigua. Només se'n conserva la de Bawburgh. Segons la tradició, sobre la superfície d'un llac proper a Cossey pot veure's l'empremta de les rodes del carro. El seguici funerari trobà un mur, però el carro el travessà.
La devoció popular el convertí en sant venerat, i s'aixecà una capella sobre la seva tomba, l'actual església de St Mary and St Walstan.